# Opera GX
Opera GX — веб-браузер, разработанный норвежской компанией Opera Software специально для геймеров под операционные системы Microsoft Windows, MacOS, Android и iOS.
Opera GX поддерживается 32-битной и 64-битной версиями Microsoft Windows.

## История
Opera GX была анонсирована 11 июня 2019 года во время проведения E3 2019.
Через некоторое время после анонса браузер рекламировали на YouTube непосредственно через видеоблогеров, чья деятельность прямо или косвенно связана с игровой индустрией (предполагается наличие среди аудитории как гиков игровой индустрии, так и любителей).

## Особенности браузера
Одной из уникальных возможностей Opera GX, специально созданных для геймеров, является возможность указать максимальный используемый браузером объём памяти ОЗУ и загрузку им процессора, чтобы обеспечить всей доступной производительностью компьютера запущенные приложения (игры). В браузере также есть раздел GX Сorner, в котором можно увидеть предстоящие и уже выпущенные игры, новости из игровой индустрии и многое другое.
В обновлении LVL 2 появились:
- «Discord — общайтесь с командой, друзьями и участниками сообществ через Discord на боковой панели»;
- «Менеджер вкладок — находите и закрывайте вкладки, отнимающие слишком много ресурсов, чтобы ускорить работу компьютера»;
- «Тёмная тема для веб-страниц — бета-версия: откройте любую страницу в тёмном режиме, чтобы не перенапрягать глаза»;

## My Flow
В браузере присутствует возможность обмена данных между несколькими устройствами, при помощи связывания их QR-кодом.

## Стилизация
Opera GX имеет встроенную функцию модификации (её можно включить в настройках). Среди средств стилизации доступны: звуки браузера, фоновая картинка, музыка в браузере, тема браузера (основные цвета оформления).